# Товариство галицьких лікарів
Товариство галицьких лікарів (Товариство лікарів Галичини, пол. Towarzystwo Lekarzy Galicyjskich)  — громадське професійне об'єднання лікарів Львова, яке було засноване в 1867 році та функціонувало до 1939 року.

## Історія
Ідею створення товариства лікарів Галичини почали обговорювати ще з 1863 року. З 12 лютого 1867 року ініціативна група у складі Болеслава Ґловацького, Юзефа Міллерета, Августа Носкевича та Зигмунта Рігера розпочала роботу над статутом. Установчі збори Товариства відбулися 2 грудня 1867 року у Львові.
Відповідно до змін у статуті Товариства 1877 р. створились секції, найпотужнішою із яких стала львівська секція. З ініціативи професорів Глузинського та Ренцького були прийняті зміни до статуту, згідно з якими Львівська секція Товариства офіційно виділилася з 30 листопада 1900 р. у Львівське лікарське товариство (ЛТТ).
Уся науково-дослідницька діяльність товариства проводилася в секціях, зокрема підтримувалося видавництво медичних часописів..
Рішення у Товаристві приймалися загальними зборами (walne zebranie). Крім того Товариство проводило таку організаційна діяльність: дослідження принципів організації санітарних служб, відкриття санаторіїв, участь в акціях проти туберкульозу (1917), проти венеричних захворювань (1918), проти загрози епідемії інфекційних хвороб (1918) та ін..
У 1909 році до Товариства належало 300 членів та поділялося на 22 осередки (у т.ч. Львівське лікарське товариство, Краківське лікарське товариство (з 1909), Жовківська, Тернопільська, Золочівська, Перемиська, Самбірська, Станіславівська, Стрийська та ін. секції). Під час Першої світової війни число членів скоротилося до 20-30, а з 1921 р. почалося їхнє поступове зростання. У 1928 році кількість членів Товариства перевищила 500 і залишалася на цьому рівні до 1939 року.
Після Першої світової війни Товариство використовувало також назви: Польське товариство малопольських лікарів, Товариство лікарів колишньої Галичини, Товариство польських лікарів колишньої Галичини. З 1935 року утверджується назва Товариство польських лікарів у Львові. 
До Товариства належали переважно німецькі, польські та єврейські лікарі, українські лікарі були поодинокі.
У жовтні 1939 року у Львові радянською адміністрацією створено Львівський обласний відділ охорони здоров'я, всі інші лікарські товариства, в тому числі Львівське лікарське товариство припинили існування.

### Голови Товариства
- Щесни Еразм Мацейовський (1868—1869),
- Кароль Теодор Бертлеф (1870),
- Зиґмунт Ріґер (1871—1874),
- Август Носкевич (1875—1876),
- Альфред Бесядецький (1877—1882),
- Францішек Гошард (1883—1884),
- Альфред Бесядецький (1885—1888),
- Адам Зиґмунт Чижевич (1889—1894),
- Юзеф Мерунович (1895—1910),
- Емануель Емерик Махек (1911—1919),
- Здзіслав Ляхович (1920—1921),
- Роман Генрик Ренцький (1922—1939)[12].